# Саммит ШОС в Ташкенте (2016)
Саммит Глав государств ШОС прошёл в столице Узбекистана — Ташкенте 23—24 июня 2016 года. В Совете глав государств — членов принимали участие 18 стран. Главным итоговым документом саммита ШОС стала Ташкентская декларация.

## Участники

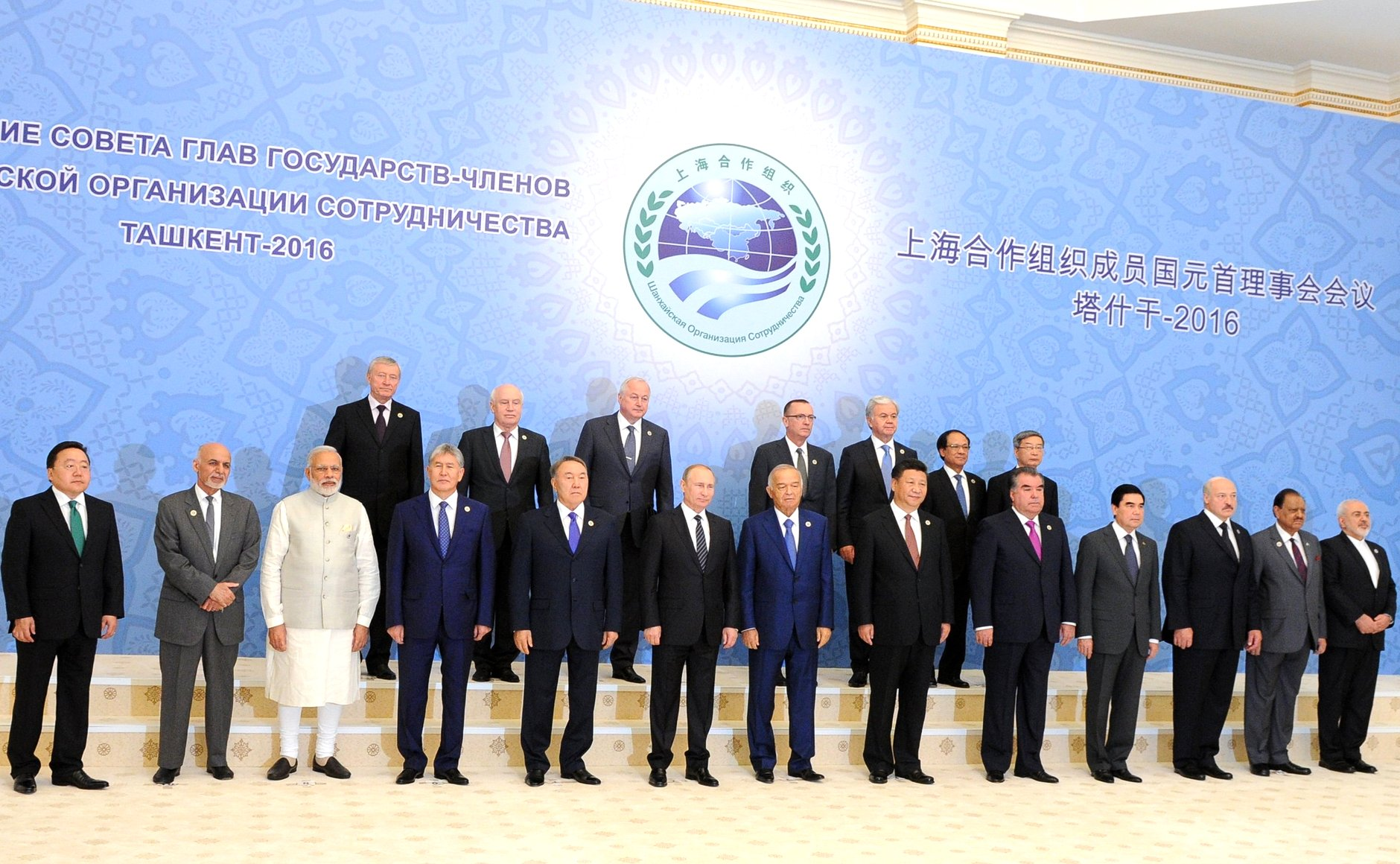
Главы государств и руководители международных организаций, участвовавшие в ташкентском саммите ШОС 2016 года

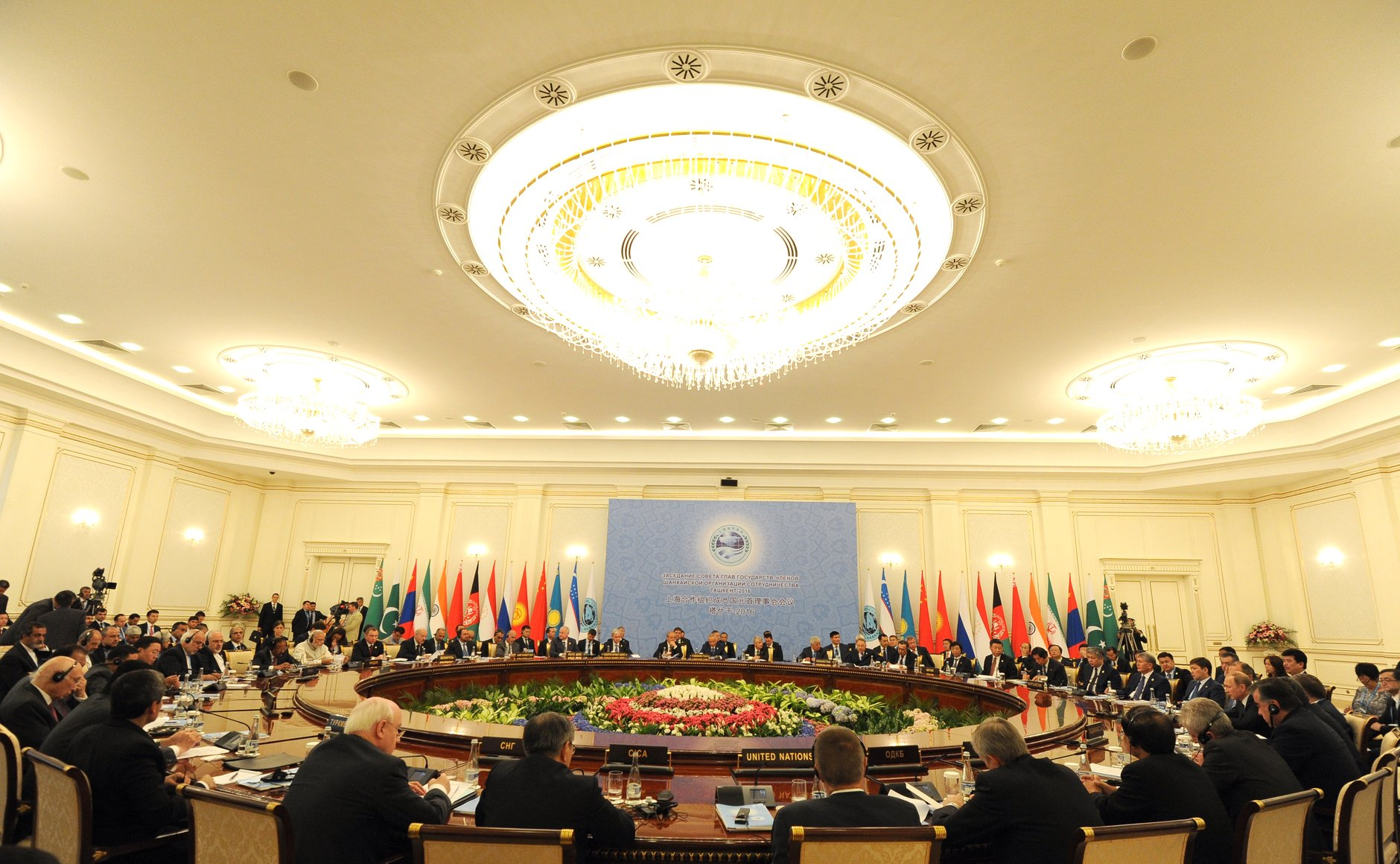
Заседание Совета глав государств — членов ШОС в расширенном составе (Ташкент, 24 июня 2016 года)

### Главы государств и делегаций
В заседании СГГ ШОС приняли участие Президент Казахстана Н. А. Назарбаев, Председатель КНР Си Цзиньпин, Президент Кыргызстана А. Ш. Атамбаев, Президент России В. В. Путин, Президент Таджикистана Э.Рахмон, Президент Узбекистана И. А. Каримов.
Председательствовал Президент Республики Узбекистан Ислам Каримов.
На заседании присутствовали и выступили главы делегаций государств-наблюдателей при ШОС — Президент Исламской Республики Афганистан Ашраф Гани, Президент Республики Беларусь Александр Лукашенко, Премьер-министр Индии Нарендра Моди, Президент Монголии Цахиагийн Элбэгдорж, Президент Пакистана Мамнун Хусейн, министр иностранных дел Исламской Республики Иран Джавад Зариф и в качестве гостя председательствующего государства — Президент Туркменистана Гурбангулы Бердымухамедов.

### Руководители постоянно действующих органов ШОС
В заседании участвовали Генеральный секретарь ШОС Рашид Алимов и Директор Исполнительного комитета Региональной антитеррористической структуры (РАТС) ШОС Евгений Сысоев.

### Руководители международных организаций
Присутствовали заместитель Генерального секретаря Организации Объединенных Наций Джон Фелтман, Председатель Исполнительного комитета — Исполнительный секретарь Содружества Независимых Государств Сергей Лебедев, Генеральный секретарь Организации Договора о коллективной безопасности Николай Бордюжа, Генеральный секретарь Ассоциации государств Юго-Восточной Азии Ле Лыонг Минь и Исполнительный директор Секретариата Совещания по взаимодействию и мерам доверия в Азии Гун Цзяньвэй.

## Главные вопросы и принятые решения
Главы государств рассмотрели основные результаты 15-летней деятельности ШОС, а также обменялись мнениями по широкому кругу вопросов положения дел в мире и в регионе. Главы государств отметили, что ШОС укрепилась в качестве значимого и влиятельного игрока на международной арене. Первоочередные задачи практической деятельности Организации, а также общие подходы глав государств к региональным и международным вопросам отражены в Ташкентской декларации пятнадцатилетия ШОС, подписанной по итогам саммита. Главы государств вновь подчеркнули, что ШОС открыта для присоединения заинтересованных государств, которые соответствуют критериям и условиям, содержащимся в нормативно-правовых документах Организации. Важным этапом процесса расширения ШОС является подписание на Ташкентском саммите меморандумов об обязательствах Республики Индии и Исламской Республики Пакистан в целях получения статуса государства-члена ШОС. Главы государств отметили, что получение Индией и Пакистаном статуса полноправного члена ШОС увеличит потенциал Организации и будет способствовать дальнейшему повышению ее роли на международной арене в качестве многостороннего механизма по решению актуальных проблем современности, обеспечению безопасности, стабильности и устойчивого развития в регионе и в мире в целом. Главы государств приветствовали подписание меморандумов о предоставлении статуса партнера по диалогу ШОС с Азербайджаном, Республикой Армения, Королевством Камбоджа и Непалом.
Главы государств подтвердили, что деятельность ШОС не направлена против других государств или международных организаций. Государства-члены готовы развивать контакты и сотрудничество с другими странами, международными и региональными организациями, которые разделяют цели и задачи, зафиксированные в Хартии ШОС и других основополагающих документах Организации.
Главы государств приветствовали начало практической реализации Совместного всеобъемлющего плана действий по урегулированию иранской ядерной проблемы, успешное выполнение которого будет способствовать расширению международного сотрудничества на благо мира, безопасности, стабильности в регионе и за его пределами.
Главы государств высказались за продолжение совершенствования механизма регулярных консультаций с государствами-наблюдателями и партнерами по диалогу в целях повышения практической отдачи от взаимодействия в различных областях.
Главы государств отметили важность дальнейшего расширения международных контактов ШОС, развития взаимодействия с международными и региональными организациями, прежде всего с ООН и ее институтами. Государства-члены продолжат развитие внешних связей ШОС, в том числе рассмотрят целесообразность налаживания контактов с другими заинтересованными многосторонними объединениями.
Отмечено, что к настоящему времени сложились все предпосылки для выведения ШОС на качественно новый уровень сотрудничества, характеризующийся повышением эффективности взаимодействия в сферах политики, безопасности, экономики, развития культурных и гуманитарных связей. В этой связи особое значение имеет принятие Плана действий на 2016—2020 годы по реализации Стратегии развития ШОС до 2025 года.
Главы государств констатировали важность совершенствования механизмов глобального управления на основе целей и принципов Устава ООН, установления справедливого и равноправного миропорядка в целях укрепления политической и экономической стабильности.
Главы государств подтвердили приверженность государств-членов ШОС дальнейшему укреплению центральной координирующей роли ООН в международных отношениях, которые должны основываться на целях и принципах Устава ООН и международного права. Они выступили за продолжение широких консультаций в рамках поиска «пакетного решения» по вопросам реформирования Совета Безопасности ООН в целях повышения транспарентности и эффективности деятельности данного органа, руководствуясь интересами обеспечения сплоченности стран-членов ООН, без установления искусственных временных рамок и форсирования вариантов, не получивших широкой поддержки стран-членов ООН.
Главы государств особо подчеркнули, что международный терроризм и экстремизм, в том числе религиозный и иные его проявления, представляют сегодня одинаково растущую угрозу для всех стран мира и человеческой цивилизации в целом.
Они убеждены, что противодействовать этим вызовам возможно только путем наращивания совместной борьбы и общих консолидированных усилий мирового сообщества по реализации комплексных мер в целях устранения их первопричин.
Главы государств подтвердили, что в соответствии с положениями Хартии ШОС и другими документами ШОС выработка и реализация мероприятий по совместному противодействию терроризму, сепаратизму и экстремизму во всех их проявлениях, незаконному производству и обороту наркотиков, нелегальной торговле оружием, боеприпасами и взрывчатыми веществами, распространению оружия массового уничтожения и средств его доставки будет оставаться одной из приоритетных задач взаимодействия в рамках Организации.
Главы государств выступили за скорейшее принятие Всеобъемлющей конвенции ООН по борьбе с международным терроризмом и подчеркнули важность создания эффективной площадки широкого сотрудничества по противодействию вызовам и угрозам региональной безопасности.
Главы государств отметили важность достигнутых по итогам Ташкентского саммита договоренностей о развитии сотрудничества в сфере безопасности.
Главы государств выступили за дальнейшее тесное взаимодействие по борьбе с терроризмом, сепаратизмом и экстремизмом, распространением идеологии экстремизма, прежде всего среди молодежи, а также по профилактике этнической, расовой и религиозной нетерпимости и ксенофобии. В этой связи в соответствии с Решением Совета глав государств-членов ШОС от 10 июля 2015 года будет продолжена работа по подготовке Конвенции ШОС по противодействию экстремизму, которая будет содействовать укреплению правовой базы сотрудничества в этой сфере наряду с реализацией Шанхайской конвенции о борьбе с терроризмом, сепаратизмом и экстремизмом и Программы сотрудничества государств-членов ШОС в борьбе с терроризмом, сепаратизмом и экстремизмом на 2016—2018 годы.
Актуальными направлениями деятельности ШОС остаются противодействие трансграничной организованной преступности, преступлениям с использованием современных информационных технологий, укрепление безопасности границ, совместная борьба с незаконной миграцией и торговлей людьми, отмыванием денег, экономическими преступлениями. В этом плане отмечена важность практической реализации положений Соглашения между правительствами государств-членов ШОС о сотрудничестве в борьбе с преступностью от 11 июня 2010 года.
Главы государств дали высокую оценку работе Региональной антитеррористической структуры ШОС по обеспечению координации взаимодействия компетентных органов государств-членов по реализации договоренностей в борьбе с терроризмом, сепаратизмом и экстремизмом и выступили за дальнейшее развитие сотрудничества на этом направлении.
Главы государств отметили необходимость активизации совместных усилий по созданию мирного, безопасного, справедливого и открытого информационного пространства, основываясь на принципах сотрудничества, уважения государственного суверенитета и невмешательства во внутренние дела других стран. Подчеркнута важность углубления практического взаимодействия в рамках реализации межправительственного Соглашения ШОС о сотрудничестве в области обеспечения международной информационной безопасности от 16 июня 2009 года.
Главы государств констатировали, что мировая экономика по-прежнему испытывает последствия глобального финансово-экономического кризиса, который привел к сокращению совокупного спроса, резким колебаниям цен на основных товарных и сырьевых рынках, замедлению экономического роста в мире и другим негативным последствиям. Подчеркнуто, что для противодействия сохраняющимся угрозам и вызовам все страны должны стремиться к глубокой трансформации мировой экономики путем масштабных структурных преобразований, диверсификации и повышения конкурентоспособности экономик и инновационного развития на долгосрочной основе.
Главы государств отметили, что значительный потенциал торгово-экономических связей и инвестиционного сотрудничества в рамках ШОС, сформированный за 15 лет деятельности Организации, обеспечивает положительные тенденции в развитии регионального экономического взаимодействия и содействует совершенствованию механизмов сотрудничества. Они считают, что гармоничное развитие на пространстве ШОС отвечает интересам сбалансированного экономического роста в регионе в целом. В этой связи будут приниматься согласованные меры, направленные на дальнейшее расширение взаимовыгодного торгово-экономического взаимодействия в рамках Организации, в том числе путем формирования благоприятных условий для торговли, взаимных инвестиций и сотрудничества между деловыми кругами.
Главы государств подтвердили важность практической реализации договоренностей, закрепленных в Заявлении глав правительств (премьер-министров) государств-членов ШОС о региональном экономическом взаимодействии, принятом в городе Чжэнчжоу 15 декабря 2015 года.
В этих условиях государства-члены ШОС будут добиваться сопряжения национальных стратегий развития и усиливать координацию своих торгово-экономических программ. Главы государств считают важным принятие мер по обеспечению устойчивого социально-экономического роста, повышению благосостояния и уровня жизни населения, дальнейшему укреплению сотрудничества в торговой, производственной, финансовой, инвестиционной, сельскохозяйственной, таможенной, телекоммуникационной, включая использование систем спутниковой навигации, и других представляющих взаимный интерес сферах. Особое внимание будет уделено обмену опытом эффективного противодействия замедлению экономики, внедрению инновационных технологий, формированию благоприятного инвестиционного и делового климата, реализации долгосрочных взаимовыгодных проектов в приоритетных направлениях сотрудничества и развитию инфраструктуры.
Главы государств подтвердили поддержку инициативы Китайской Народной Республики о создании Экономического пояса Шелкового пути. В этих целях будет продолжена работа по реализации этого проекта как одного из инструментов формирования благоприятных условий для развития регионального экономического сотрудничества.
Главы государств отметили важность продолжения взаимовыгодного разнопланового сотрудничества в сфере энергетики, в том числе в области использования возобновляемых и альтернативных источников энергии.
Главы государств подчеркнули необходимость дальнейшего продвижения многостороннего сотрудничества в сфере транспорта и формирования международных транспортных коридоров, которые должны стать связующим звеном между Азией и Европой, осуществлять совместные инфраструктурные проекты, обеспечивающие расширение экономически обоснованных транспортно-коммуникационных возможностей и реализацию транзитного потенциала региона. В этом контексте отмечена важность скорейшего вступления в силу и реализации Соглашения между правительствами государств-членов ШОС о создании благоприятных условий для международных автомобильных перевозок (г. Душанбе, 12 сентября 2014 года).
Главы государств высказались за практическую реализацию конкретных проектов, представляющих взаимный интерес, отраженных в Плане мероприятий по выполнению Программы многостороннего торгово-экономического сотрудничества государств-членов ШОС, а также за подготовку Перечня мероприятий по дальнейшему развитию проектной деятельности в рамках ШОС на 2017—2021 годы.
Главы государств выступили за дальнейшее расширение взаимовыгодного сотрудничества с государствами-наблюдателями и партнерами по диалогу в целях повышения потенциала совместной деятельности в рамках ШОС. В этой связи важное значение придается использованию в полном объеме возможностей Делового совета ШОС и Межбанковского объединения ШОС.
В целях обеспечения финансового сопровождения проектной деятельности государства-члены продолжат рассмотрение вопроса о создании Банка развития ШОС и Фонда развития (Специального счета) ШОС.
Главы государств считают необходимым уделять особое внимание развитию в двустороннем и многостороннем форматах сотрудничества в области культуры, здравоохранения, науки и техники, образования, охраны окружающей среды, спорта, туризма, изучения и сохранения культурного и природного наследия региона ШОС, в том числе вдоль «Великого Шелкового пути».
В целях расширения сотрудничества в сфере туризма, формирования общего туристского пространства, интенсификации туристических обменов уполномоченными представителями государств-членов подписана Программа по развитию сотрудничества государств-членов ШОС в сфере туризма.
Заслушаны и утверждены доклады Генерального секретаря ШОС о деятельности Организации за прошедший год и Совета РАТС о работе Структуры в 2015 году.
Очередное заседание Совета глав государств-членов ШОC состоится в июне 2017 года в городе Астане. Председательство в Организации на предстоящий период переходит к Республике Казахстан.